# Kamen Rider Saber + Kikai Sentai Zenkaiger: Superhero Senki
Pour plus de détails, voir Fiche technique et Distribution.
Kamen Rider Saber + Kikai Sentai Zenkaiger: Superhero Senki (仮面ライダーセイバー＋機界戦隊ゼンカイジャー:スーパーヒーロー戦記, Kamen Raidā Seibā + Kikai Sentai Zenkaijā: Supāhīrō Senki, Kamen Rider Saber + Kikai Sentai Zenkaiger: Les Chroniques des Super-héros), ou plus communément nommée Superhero Senki est un film crossover événementiel entre les franchises Kamen Rider et Super Sentai. Le film est sorti en salles japonaises le 22 juillet 2021.
Il célèbre le 50e anniversaire de Kamen Rider et le 45e anniversaire de Super Sentai.
En plus de Zenkaizer, il y a pas moins de 37 Kamen Riders et 46 guerriers rouges.

## Synopsis
Les livres interdits narrant les histoires de tous les Kamen Rider et les Super Sentai sont enfermés dans la Base d’Agastia. Asmodeus, l’ennemi le plus puissant que tous ces héros devront affronter, décide de les libérer pour une raison bien précise : les effacer grâce au pouvoir d’un "dieu". Il aura sous ses ordres une armée de monstres, dont deux en particulier : le Sentai Megid et le Rider World.
Par conséquent, la frontière entre la "réalité" et l'"histoire" devient floue; les protagonistes de "Kamen Rider Saber", Kamiyama Touma, Sudo Mei, Yuri et d'autres entrent dans le monde de la série Super Sentai "Kikai Sentai Zenkaiger" et quatre des Zenkaigers de "Kikai Sentai Zenkaiger", Kaito Goshikida, Gaon, Magine et Vroon se perdent dans le monde de la série Kamen Rider "Kamen Rider Saber". Chaque groupe s'associe aux alliés de l'autre groupe pour chercher un moyen de les renvoyer tandis que cet ennemi inconnu planifie de s'emparer des deux mondes.

## Continuité dans l'histoire
Le film est précédé par une émission spéciale de deux épisodes de Kamen Rider Saber et de Kikai Sentai Zenkaiger, appelée Une combinaison spéciale pour célébrer la sortie du film (映画公開記念合体スペシャル, Eiga Kōkai Kinen Gattai Supesharu), qui a été diffusée le 18 juillet 2021.

## Distribution

### Distribution de Kamen Rider Saber
- Touma Kamiyama (神山 飛羽真, Kamiyama Tōma?): Shuichiro Naito (内藤 秀一郎, Naitō Shūichirō?)
- Rintarō Shindō (新堂 倫太郎, Shindō Rintarō?): Takaya Yamaguchi (山口 貴也, Yamaguchi Takaya?)
- Mei Sudō (須藤 芽依, Sudō Mei?): Asuka Kawazu (川津 明日香, Kawazu Asuka?)
- Kento Fukamiya (富加宮 賢人, Fukamiya Kento?): Ryo Aoki (青木 瞭, Aoki Ryō?)
- Ren Akamichi (緋道 連, Akamichi Ren?): Eiji Togashi (富樫 慧士, Togashi Eiji?)
- Tetsuo Daishinji (大秦寺 哲雄, Daishinji Tetsuo?): Hiroaki Oka (岡 宏明, Oka Hiroaki?)
- Yuri (ユーリ, Yūri?): Tomohiro Ichikawa (市川 知宏, Ichikawa Tomohiro?)
- Reika Shindai (神代 玲花, Shindai Reika?): Angela Mei ((アンジェラ 芽衣, Anjera Mei?)
- Ryoga Shindai (神代 凌牙, Shindai Ryōga?): Ken Shonozaki (庄野崎 謙, Shōnozaki Ken?)
- Sophia (ソフィア, Sofia?): Rina Chinen (知念 里奈, Chinen Rina?)
- Luna (ルナ, Runa?): Mayuu Yokota (横田 真悠, Yokota Mayū?)

### Distribution de Kikai Sentai Zenkaiger
- Kaito Goshikida (五色田 介人, Goshikida Kaito?): Kiita Komagine (駒木根 葵汰, Komagine Kiita?)
- Zocks Goldtsuiker (ゾックス・ゴールドツイカー, Zokkusu Gōrudotsuikā?): Atsuki Mashiko (増子 敦貴, Mashiko Atsuki?)
- Yatsude Goshikida (五色田 ヤツデ, Goshikida Yatsude?): Ikue Sakakibara (榊原 郁恵, Sakakibara Ikue?)
- Juran (ジュラン?, Voix): Shintarō Asanuma (浅沼 晋太郎, Asanuma Shintarō?)
- Gaon (ガオーン, Gaōn?, Voix): Yuki Kaji (梶 裕貴, Kaji Yūki?)
- Magine (マジーヌ, Majīnu?, Voix): Yume Miyamoto (宮本 侑芽, Miyamoto Yume?)
- Vroon (ブルーン, Burūn?, Voix): Takuya Sato (佐藤 拓也, Satō Takuya?)
- Secchan (セッチャン, Setchan?, Voix): Misato Fukuen (福圓 美里, Fukuen Misato?)

### Distribution d'anciennes séries Kamen Rider
- Aruto Hiden (飛電 或人, Hiden Aruto?): Fumiya Takahashi (高橋 文哉, Takahashi Fumiya?)[6]
- Sougo Tokiwa (常磐 ソウゴ, Tokiwa Sōgo?): So Okuno (奥野 壮, Okuno Sō?)[6]
- Kousei Kougami (鴻上 光生, Kōgami Kōsei?): Takashi Ukaji (宇梶 剛士, Ukaji Takashi?)
- Owner (オーナー, Ōnā?): Kenjirō Ishimaru (石丸 謙二郎, Ishimaru Kenjirō?)[7]
- Takeshi Hongo (本郷 猛, Hongō Takeshi?): Hiroshi Fujioka (藤岡 弘, Fujioka Hiroshi?)[8]
- Ohma Zi-O (オーマジオウ, Ōma Jiō?, Voix): Rikiya Koyama (小山 力也, Koyama Rikiya?)
- Momotaros (モモタロス, Momotarosu?, Voix): Toshihiko Seki (関 俊彦, Seki Toshihiko?)
- Urataros (ウラタロス, Uratarosu?, Voix): Kōji Yusa (遊佐 浩二, Yusa Kōji?)
- Kintaros (キンタロス, Kintarosu?, Voix): Masaki Terasoma (てらそま まさき, Terasoma Masaki?)
- Ryutaros (リュウタロス, Ryūtarosu?, Voix): Kenichi Suzumura (鈴村 健一, Suzumura Ken'ichi?)

### Distribution deKamen Rider Revice
- Kamen Rider Revi (仮面ライダーリバイ, Kamen Raidā Ribai?, Voix): Kentaro Maeda (前田 拳太郎, Maeda Kentarō?)
- Vice (バイス, Baisu?, Voix): Subaru Kimura (木村 昴, Kimura Subaru?)

### Distribution des anciennes séries Super Sentai
- Shiguru Oshikiri (押切 時雨, Oshikiri Shiguru?): Atomu Mizuishi (水石 亜飛夢, Mizuishi Atomu?)[6]
- Chiaki Tani (谷 千明, Tani Chiaki?): Shogo Suzuki (鈴木 勝吾, Suzuki Shōgo?)[6]
- Raptor 283 (ラプター283, Raputā Ni Hachi San?, Voix): M·A·O[7]
- Shou Ronpo (ショウ・ロンポー, Shō Ronpō?, Voix): Hiroshi Kamiya (神谷 浩史, Kamiya Hiroshi?)[7]
- Doggie Kruger (ドギー・クルーガー, Dogī Kurūgā?, Voix): Tetsu Inada (稲田 徹, Inada Tetsu?)[7]
- Aka Ranger (アカレンジャー, Akarenjā?, Voix): Naoya Makoto (誠 直也, Makoto Naoya?)[7]

### Distribution exclusive au film
- Shotaro Ishinomori (石ノ森 章太郎, Ishinomori Shōtarō?): Fuku Suzuki (鈴木 福, Suzuki Fuku?)[3],[9]
- Asmodeus (アスモデウス, Asumodeusu?): Ayumi Tanida (谷田 歩, Tanida Ayumi?)[3]
- Rider World (ライダーワルド, Raidā Warudo?, Voix): Atsushi Yanaka (谷中 敦, Yanaka Atsushi?)[3]
- Sentai Megid (戦隊メギド, Sentai Megido?, Voix): Isao Sasaki (ささき いさお, Sasaki Isao?)[3]

## Theme song
- "SPARK"[10],[11]
  - Lyrics : Atsushi Yanaka[10]
  - Composition : Yuichi Oki[10]
  - Artiste & Arrangement : Tokyo Ska Paradise Orchestra[10]
  - Voix : Hajime Omori[10]